# Launch Entry Suit

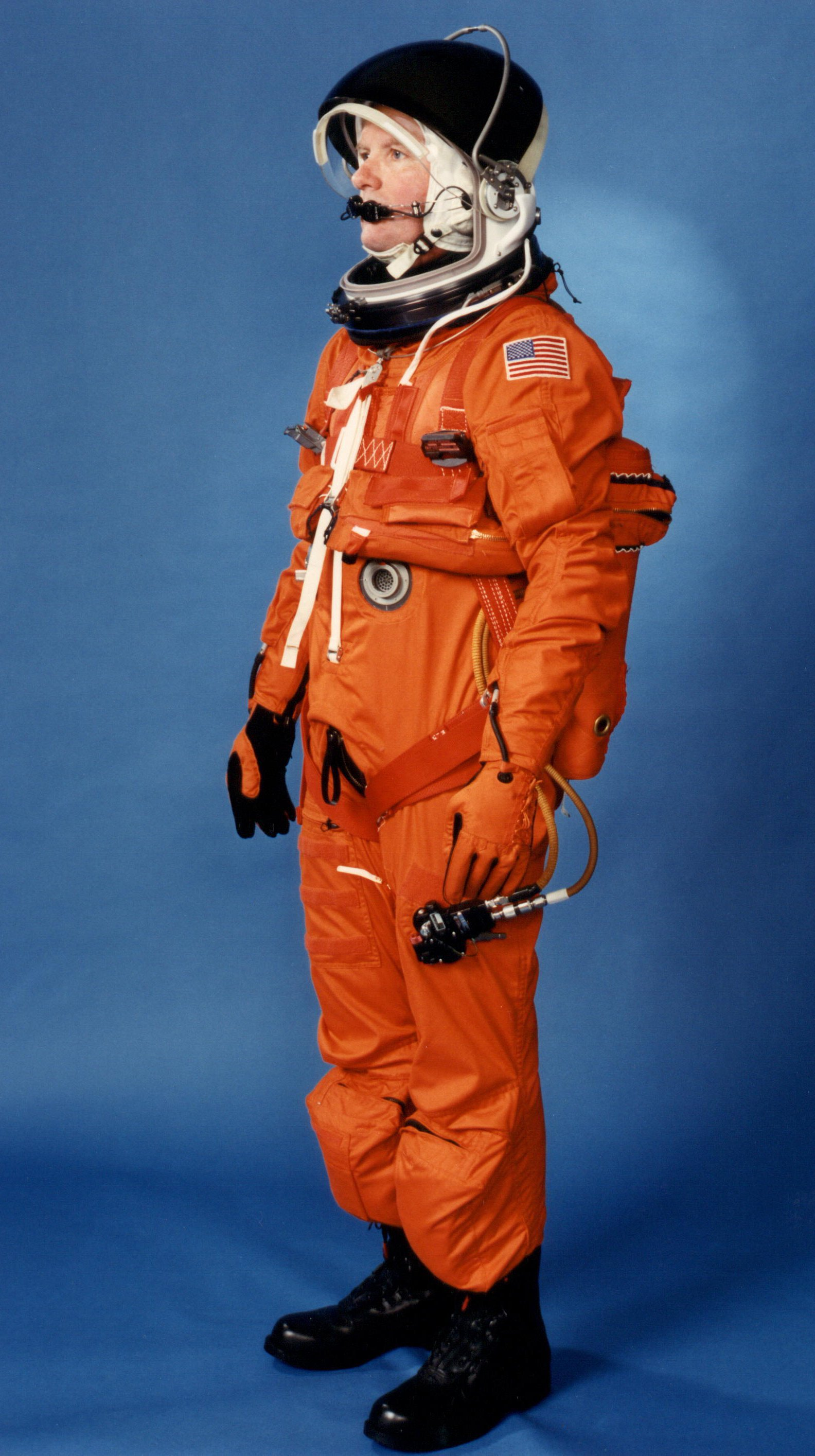
Launch Entry Suit.

La Launch Entry Suit (LES), surnommée pumpkin suit (« combinaison citrouille »), est une combinaison spatiale  qui a été portée par tous les équipages de la navette spatiale américaine de la National Aeronautics and Space Administration (NASA) lors de certaines phases du vol entre les missions STS-26 (1988) et STS-65 (1994). Elle permet à un astronaute de faire face à un événement de décompression s'il survenait dans la navette spatiale (combinaison intravéhiculaire) et de s'éjecter de la navette spatiale à une altitude modérée. Elle inclut une réserve d'oxygène fournissant une autonomie de 10 minutes. Elle est partiellement pressurisée lors des phases critiques du vol à une pression de 0,26 bar via un flexible connecté au système de support de vie de l'avion spatial. Elle comprend  un parachute et un système de flottaison. Sa couleur orange est choisie pour permettre un repérage plus facile dans l'océan. La masse de la combinaison est 13,6 kilogrammes auxquels s'ajoutent 29 kg pour le parachute et le système de survie. Elle a été fabriquée par la David Clark Company à 49 exemplaires entre 1987 et 1989. Lors de la mission STS-88 (1998), la LES a été complètement remplacée par l'Advanced Crew Escape Suit (ACES).

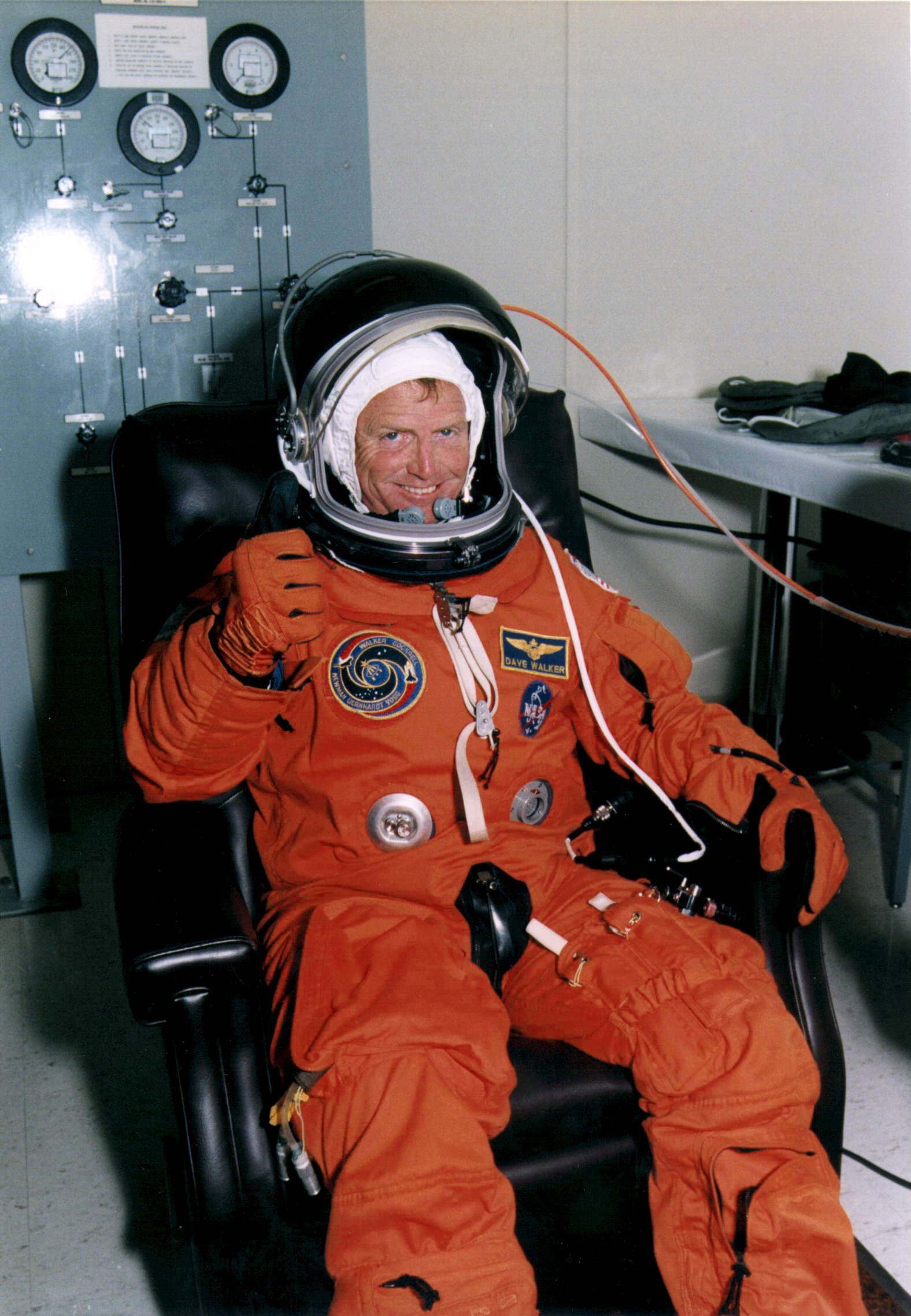
David Walker.
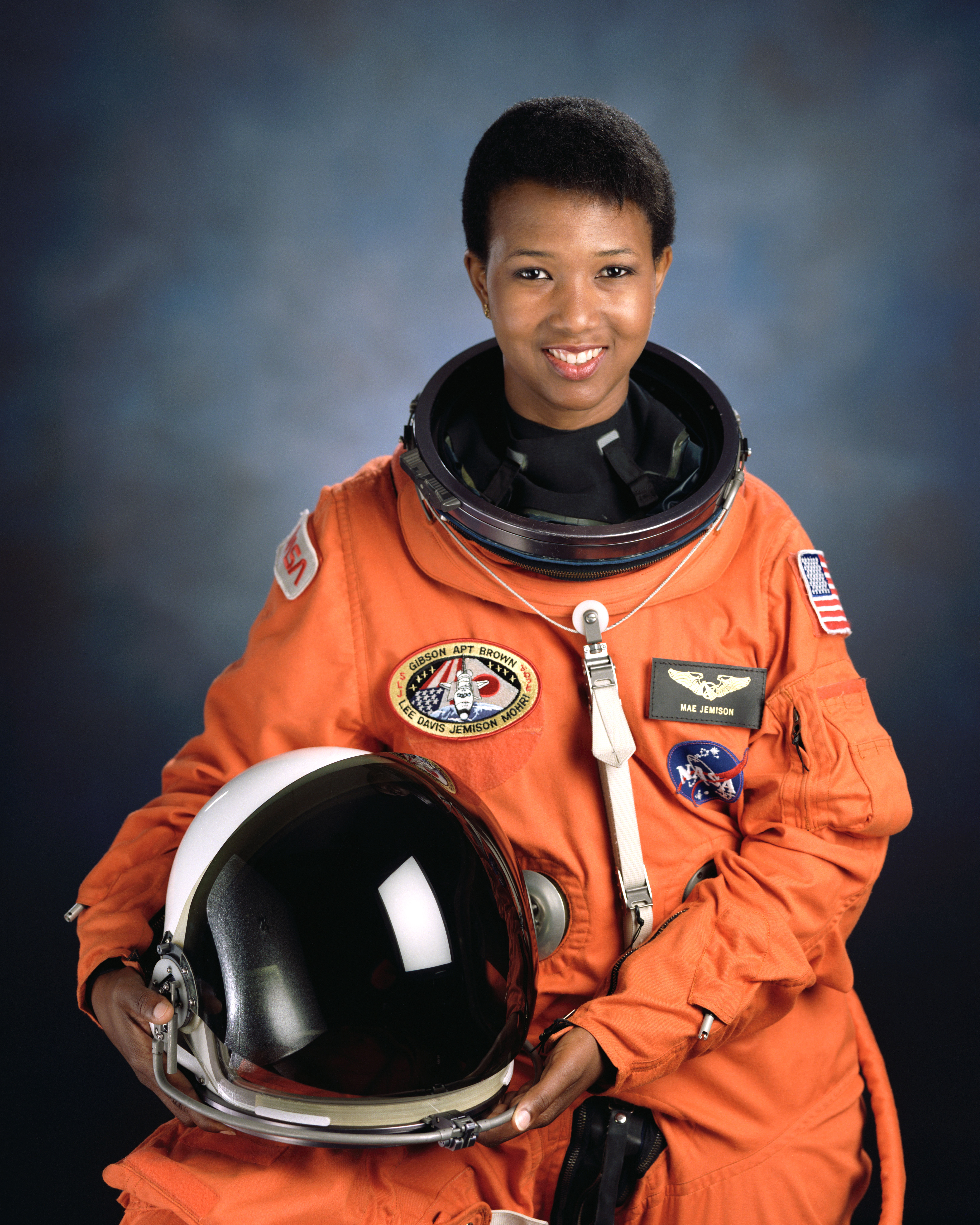
Mae Jemison.